# Canchaque (distrito)
Canchaque é um distrito do Peru, departamento de Piura, localizada na província de Huancabamba.

## Transporte
O distrito de Canchaque é servido pela seguinte rodovia:
- PE-2A, que liga a cidade de Huancabamba  ao distrito de La Matanza [1][2][3]